# 潮流合伙人2
《潮流合伙人2》（英語：FOURTRY 2），由陈伟霆担任主理人，欧阳娜娜、范丞丞、刘雨昕及周扬青担任合伙人，在 中国四川省成都市共同经营一间潮牌店的经历，于2020年12月4日在爱奇艺播出。

## 播出时间
| 頻道   | 所在地 | 播映日期                     | 播出時間    |
| ------ | ------ | ---------------------------- | ----------- |
| 爱奇艺 | 中国   | 2020年12月4日至2021年2月21日 | 每週五12:00 |

## 游戏规则
1. 全员必须上交自己的手机与钱包。在录制期间只能使用节目组准备的手机。

## 节目成员
FOURTRY SPACE 2020
| 姓名     | 角色定位 |
| 陈伟霆   | 主理人   |
| 欧阳娜娜 | 合伙人   |
| 范丞丞   | 合伙人   |
| 刘雨昕   | 合伙人   |
| 周扬青   | 合伙人   |
| 巴适     | 柯基     |

## 节目嘉宾
| 姓名                   | 集数       |
| 马天宇                 | 第三、四期 |
| THE9趙小棠、孔雪兒     | 第五、六期 |
| 魏大勋                 | 第七、八期 |
| 宋妍霏                 | 第九期     |
| 钱正昊、白景屹、刘思鉴 | 第十期     |
| 韩东君、Gali           | 第十一期   |